# Уссуна
У́ссуна (карел. Suununsuu) — деревня в Кондопожском районе Республики Карелия. Входит в состав Гирвасского сельского поселения.

## География
Деревня находится на северном берегу озера Сундозеро близ места впадения реки Суна.

## История
Русский учёный Франц Левинсон-Лессинг в изданной в 1888 году магистерской диссертации «Олонецкая диабазовая формация» упомянул деревню в главе «Уссуна и Уссунское озеро». В XIX веке деревня служила станцией для туристов, посещающих водопады Гирвас и Пор-Порог (ныне пересох). Численность населения в 1905 году составляла 312 человек.

## Население
| 2002 | 2009 | 2010 | 2013 |
| ---- | ---- | ---- | ---- |
| 3    | ↘2   | ↗10  | ↗12  |

## Известные уроженцы
- Петров, Иван Фёдорович (1888—1921) — советский партийный деятель.

## Достопримечательности
Сохранился памятник архитектуры — полуразрушенная церковь Николая Чудотворца (XIX век).